# Saicourt
Saicourt je obec v okrese Bernský Jura v kantonu Bern ve Švýcarsku. Žije zde 628 obyvatel.

## Geografie

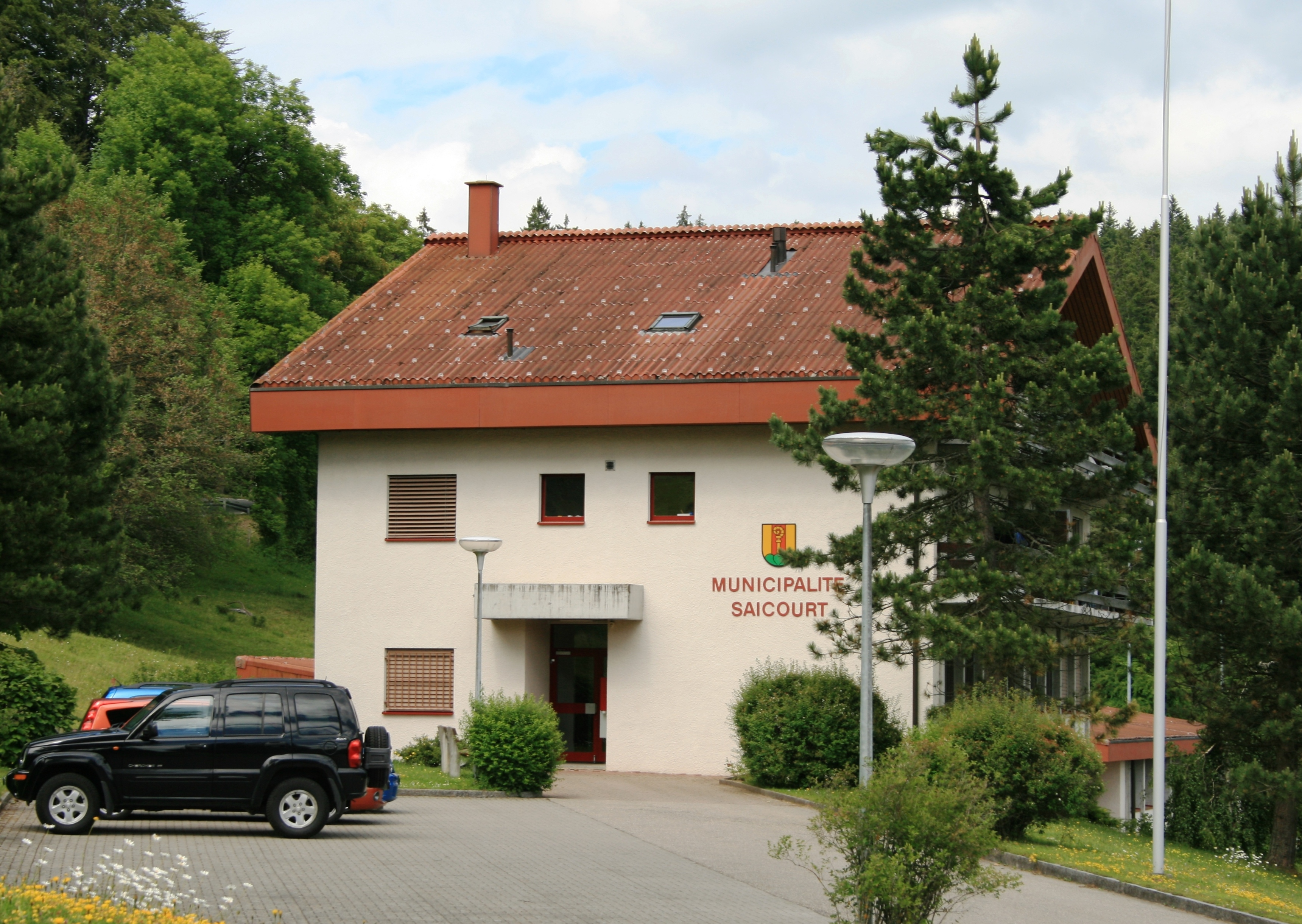
Obecní úřad

Saicourt leží v nadmořské výšce 749 m, vzdušnou čarou 14 km západojihozápadně od Moutier a 12 km severně od Bielu. Vesnice se rozkládá podél potoka Trame, levého přítoku řeky Birs, v západní části údolí Vallée de Tavannes.
Obec o rozloze 13,8 km² pokrývá malou část údolí Vallée de Tavannes, které je široké až 4 km. Saicourt však zahrnuje pouze dno údolí dolního toku Trame a sousední výšiny Châtillon (822 m n. m.) a Forêt de Chaindon (820 m n. m.) na jihu. Na severu zasahuje území obce do převážně zalesněné antiklinály západní části masivu Moron (až 1091 m n. m.). Na západě se území rozprostírá až k výšině Montbautier, kde leží nejvyšší bod obce (1160 m n. m.). Zde se nacházejí rozsáhlé jurské vysokohorské pastviny s typickými mohutnými smrky, které zde stojí buď jednotlivě, nebo ve skupinách. Na úplném severu patří k Saicourtu také hřeben Béroie (1088 m n. m.). Mezi těmito třemi hřebeny se nachází rašeliniště La Sagne, které se rozkládá na ploché ploše 2 km² a nemá žádné povrchové odvodnění. V roce 1997 tvořila zastavěná plocha 4 % rozlohy obce, lesy a lesní porosty 50 %, zemědělství 45 % a neproduktivní půda méně než 1 %.
K obci Saicourt patří obce Bellelay s bývalým klášterem v nadmořské výšce 931 m n. m. na severním okraji vřesoviště La Sagne a Le Fuet (841 m n. m.) na jihovýchodním svahu Montbautier nad údolím Trame a četné jednotlivé farmy. Sousedními obcemi Saicourtu jsou Tramelan, Mont-Tramelan, Tavannes, Reconvilier, Saules a Petit-Val v kantonu Bern a Lajoux a Les Genevez v kantonu Jura.

## Historie
První písemná zmínka o Saicourtu pochází z roku 1262 pod jménem Zacurt. Pozdější názvy jsou zmiňovány jako Zacort (1277) a Saccourt (1335). Název místa pravděpodobně pochází z osobního jména Sacco. Saicourt patřil k državám opatství Bellelay. Dne 14. září 1790 byla obec postižena velkou povodní na řece Trame. V letech 1797–1815 patřila obec k Francii a zpočátku byla součástí départementu Mont-Terrible, který byl v roce 1800 sloučen s départementem Haut-Rhin. Na základě rozhodnutí Vídeňského kongresu se obec v roce 1815 stala součástí okresu Moutier v kantonu Bern.

## Obyvatelstvo
| Vývoj počtu obyvatel | Vývoj počtu obyvatel | Vývoj počtu obyvatel | Vývoj počtu obyvatel | Vývoj počtu obyvatel | Vývoj počtu obyvatel | Vývoj počtu obyvatel | Vývoj počtu obyvatel | Vývoj počtu obyvatel | Vývoj počtu obyvatel | Vývoj počtu obyvatel | Vývoj počtu obyvatel |
| -------------------- | -------------------- | -------------------- | -------------------- | -------------------- | -------------------- | -------------------- | -------------------- | -------------------- | -------------------- | -------------------- | -------------------- |
| Rok                  | 1850                 | 1900                 | 1910                 | 1930                 | 1950                 | 1960                 | 1970                 | 1980                 | 1990                 | 2000                 |                      |
| Počet obyvatel       | 456                  | 802                  | 1016                 | 946                  | 1140                 | 1067                 | 932                  | 852                  | 780                  | 673                  |                      |

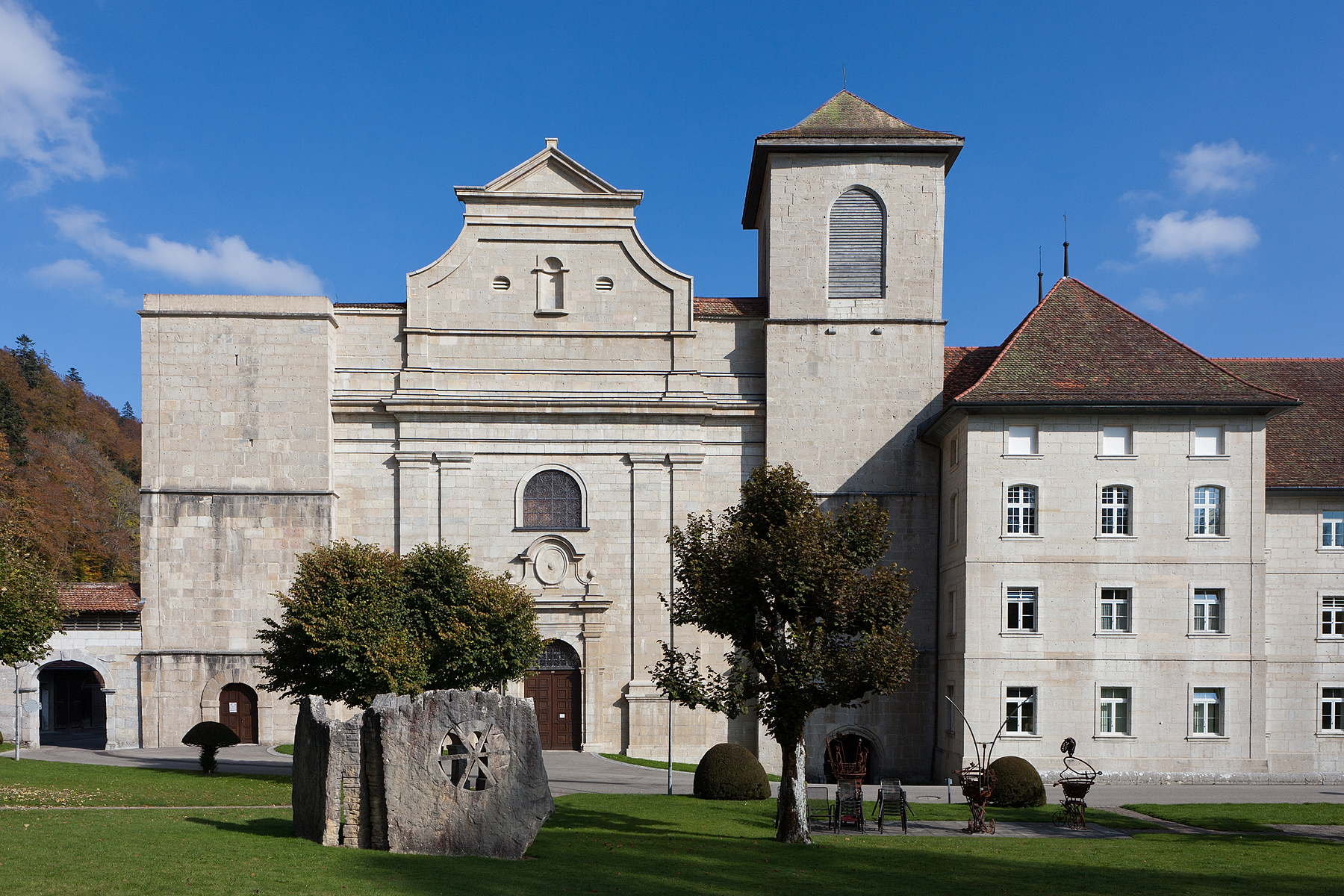
Klášter Bellelay

Z celkového počtu obyvatel je 84,0 % francouzsky mluvících, 12,6 % německy mluvících a 1,5 % italsky mluvících (údaj z roku 2000). Počet obyvatel obce výrazně vzrostl zejména ve druhé polovině 19. století až do roku 1910. Po dosažení nejvyššího počtu kolem roku 1950 se od té doby v důsledku silného stěhování obyvatelstva snížil téměř o 50 %.

## Hospodářství
Zejména obce Saicourt a Le Fuet jsou stále zemědělsky zaměřené, převažuje zde chov dobytka a produkce mléka. V obci Le Fuet se nachází sýrárna, která vyrábí místní typický druh sýra, zvaný Tête de Moine. Největším zaměstnavatelem v obci je psychiatrická klinika, která sídlí v bývalém klášteře Bellelay.

## Doprava
Saicourt leží na silnici spojující Reconvilier s Le Fuet, zatímco kantonální silnice z Tavannes soutěskou Pichoux do Bassecourt v oblasti Delémontu vede přes Le Fuet a Bellelay. Všechny tři vesnice patřící k obci Saicourt jsou napojeny na síť veřejné dopravy autobusovou linkou, která vede z Tavannes přes Lajoux do Les Genevez.